# 1059
Cette page concerne l'année 1059  du calendrier julien.
L'année 1059 est une année commune qui commence un vendredi.

## Événements
- avril : testament d'Eustathios Boïlas, premier testament connu d’un aristocrate byzantin laïque[1]
- 8 juillet[2] : Ibn Yasin est tué au combat contre les Berghouata[3]. Son neveu Yussuf Ibn Tashfine lui succède à la tête des Almoravides. Il partage le pouvoir avec Abou Bakr, père d’Ibn Yasine qui part bientôt réprimer une révolte dans le Sud. Ibn Tashfine se lance à la conquête du Maroc (1059-1082). Il prend Fès (1069) et s’avance jusqu’à Alger (1082)[4].
- Juillet : raid Turkmène sur la région de Sivas[5].
- 23 juillet[6] : Ibrahim Yinal (en) est étranglé après sa défaite par son cousin le Seldjoukide Toghrul-Beg, qui propose à al-Basâsiri une alliance en échange de la restauration du calife Al-Qa'im. Basâsiri refuse et quitte Bagdad en décembre[7].
- Dynastie des Banu Khurasan à Tunis, vassale des Hammadides (fin en 1159)[8].
- Les Fatimides financent une rébellion contre le calife sunnite en Irak. Après avoir pris Bagdad en décembre 1058, leur allié Al-Basasiri prend Bassorah et Wasit mais échoue au Khuzestan[7].

### Europe
- 13 avril : le synode de Latran réunit par Nicolas II fait réserver aux seuls cardinaux le droit d’élire les papes. Leur choix sera ratifié par acclamation du clergé et du peuple romain (décret d’avril 1059). Aucun prêtre ne pourra recevoir une église des mains d’un laïc. La simonie et le nicolaïsme (désordre des mœurs) sont condamnés[9]. L’Église allemande réagit en prononçant une sentence d’excommunication contre le pape. La mort de Nicolas II en 1061 évite le schisme[10].

- 13 mai : consécration  de l'abbaye de Troarn par Odon de Conteville, demi-frère de Guillaume de Normandie[11].
- 23 mai : sacre par anticipation du prince Philippe âgé de 7 ans à Reims.
- 3 août : ouverture du synode de Melfi[12].
- 23 août : à Melfi, les Normands confirment la souveraineté du pape sur l'Italie et la Sicile et s'y implantent avec son soutien dans le Sud et sur l'île ; Richard d'Aversa reçoit du pape l'investiture de la principauté de Capoue et Robert Guiscard celle du duché d'Apulie, de Calabre et de Sicile[13].
- Automne[14] : Les Hongrois passent le Danube avec des bandes de Petchenègues mais une riposte immédiate d’Isaac Comnène les contraint à demander la paix[13].
- 6 novembre : consécration du baptistère de Florence[15].
- 25 décembre : couronnement de Constantin X Doukas, empereur byzantin (fin du règne en 1067)[13]. Il succède à Isaac Ier Comnène dont il était le ministre et qui abdique en sa faveur le 24 novembre[16], après avoir proposé le trône à son frère Jean Comnène[17] qui refuse, à cause de l'hostilité du clergé et de la bureaucratie impériale à son égard. L’avènement de Constantin X marque le triomphe de la bureaucratie sur l’aristocratie provinciale et militaire. Sa politique affaiblit la défense des frontières et permet aux Seldjoukides, Hongrois, Petchenègues et Normands d’arracher plusieurs provinces de l’empire et de ravager de vastes territoires.
- Union des royaumes de Croatie et de Dalmatie sous le règne de Petar II Krešimir IV  (1058-1074)[18].